# Procedimento
Il procedimento può essere definito come una sequenza di atti giuridici, posti in essere da uno o più soggetti, necessaria per la validità e l'efficacia dell'atto terminale del procedimento stesso (il provvedimento), attraverso il quale viene esercitata una pubblica potestà. Il procedimento è pertanto un esempio di fattispecie a formazione progressiva. Il concetto di procedimento si distingue da quello di procedura, anche se nel linguaggio corrente vengono non di rado confusi; la procedura è, infatti, il complesso di norme che disciplinano un procedimento.

## Caratteri generali
Il procedimento è il modo attraverso il quale vengono normalmente esercitate le pubbliche funzioni, che possono essere amministrative, giurisdizionali o legislative, sicché si hanno procedimenti amministrativi, procedimenti giurisdizionali (detti processi) e procedimenti legislativi. Peraltro, mentre una disciplina generale del processo è presente negli ordinamenti giuridici da lungo tempo e quella del procedimento legislativo risale alla formazione delle moderne assemblee legislative, è solo nel XX secolo, che si sente la necessità di una disciplina generale del procedimento amministrativo, tanto che in Italia si arriverà ad essa solo con la legge 241 del 7 agosto 1990. 
Va aggiunto che, in Italia come nella maggior parte degli ordinamenti, la disciplina del procedimento amministrativo, a differenza di quelle del processo e del procedimento legislativo, è caratterizzata da numerosi di tipi di procedimento, ciascuno con proprie norme specifiche, mentre sono poche le norme generali applicabili a tutti i procedimenti amministrativi o ad ampie categorie di essi. La necessità di seguire un procedimento per l'esercizio del pubblico potere è uno dei modi attraverso i quali l'ordinamento vincola lo stesso, per garantire che sia rivolto al perseguimento delle finalità in vista delle quali è stato attribuito.
Solo l'atto terminale del procedimento (che non è necessariamente l'ultimo in ordine cronologico) produce gli effetti propri dell'esercizio del potere; gli altri atti (detti endoprocedimentali) sono tuttavia necessari per la sua validità o efficacia nel senso che la mancanza o invalidità di tali atti si riverbera sull'atto terminale, rendendolo invalido (cosiddetta invalidità derivata) o impedendogli di produrre i suoi effetti. I singoli atti che costituiscono un procedimento possono essere, a loro volta, atti terminali di un altro procedimento, che prende il nome di subprocedimento.

## Fasi del procedimento
La struttura del procedimento è varia secondo l'organo competente ad emanare l'atto terminale, la forma di quest'ultimo, il potere che viene esercitato ecc. Si può però articolare la sequenza di atti e operazioni in alcune fasi, riscontrabili nella generalità dei casi:
- fase dell'iniziativa;
- fase istruttoria;
- fase costitutiva;
- fase integrativa dell'efficacia.

### Fase dell'iniziativa
La fase dell'iniziativa è quella in cui viene avviato il procedimento. L'avvio può essere deciso dallo stesso organo competente ad adottare l'atto terminale (avvio d'ufficio) o essere conseguenza di un atto d'impulso (o propulsivo), che può provenire da un privato (istanza) o da un altro organo pubblico (richiesta, detta proposta quando, oltre a chiedere l'avvio del procedimento, indica anche il contenuto del suo atto terminale).
Secondo i casi, l'atto d'impulso può essere necessario per l'avvio del procedimento o può essere lasciata all'organo competente la facoltà di avviarlo anche d'ufficio. Inoltre, nel caso della proposta, l'organo competente può essere vincolato ad adottare un atto terminale conforme ad essa o avere la facoltà di discostarsene.

### Fase istruttoria
La fase istruttoria comprende le attività volte alla ricognizione e alla valutazione degli elementi rilevanti per la decisione finale. È questa la fase che presenta maggior variabilità secondo la natura del procedimento.
Nella fase istruttoria l'organo competente (detto organo attivo) può acquisire il giudizio di un altro organo, di solito collegiale (detto organo consultivo), per decidere con cognizione di causa. L'atto con il quale viene manifestato tale giudizio è detto parere, che può essere:
- facoltativo, se l'organo attivo non è tenuto a chiederlo;
- obbligatorio, se l'organo attivo è tenuto a chiederlo ma non a decidere in conformità ad esso;
- vincolante, se l'organo attivo è tenuto a chiederlo e a decidere in conformità ad esso.

### Fase decisoria
Durante la fase decisoria l'organo competente, sulla base delle risultanze dell'istruttoria, assume la sua decisione e adotta l'atto terminale. Quest'ultimo, al termine della fase costitutiva, è perfetto ma non necessariamente efficace, ossia in grado di produrre i suoi effetti.
La fase costitutiva è pluristrutturata quando c'è un concorso di organi diversi con rilievo parimenti determinate per l'emanazione dell'atto terminale; quest'ultimo aspetto distingue tali interventi da quelli in fase istruttoria che possono influenzare, ma non condizionare, la decisione. Le determinazioni dei vari organi possono fondersi in un unico atto complesso oppure rimanere atti distinti, come nel caso in cui l'emanazione dell'atto terminale è subordinata all'autorizzazione di un organo che esercita in tal modo un controllo preventivo antecedente.

### Fase integrativa dell'efficacia
La fase integrativa dell'efficacia comprende gli eventuali atti e operazioni, successivi all'adozione dell'atto terminale, necessari affinché questo divenga efficace. Rientrano in questa fase, tra gli altri:
- la comunicazione o pubblicazione, in varie forme, dell'atto, quando questo è recettizio, ossia quando la sua efficacia è condizionata alla conoscenza da parte del destinatario;
- i controlli preventivi susseguenti nel corso dei quali un organo diverso da quello attivo (detto organo di controllo) verifica la conformità dell'atto all'ordinamento (controllo di legittimità) o la sua opportunità (controllo di merito); l'esito positivo di tale verifica è condizione necessaria affinché l'atto possa divenire efficace.

Non costituiscono, invece, una fase del procedimento ma, semmai, un procedimento a sé i controlli successivi. Anch'essi, come i controlli preventivi, possono essere di legittimità o di merito ma, in questo caso, l'esito positivo della verifica non condiziona l'efficacia dell'atto mentre, sulla base dell'esito negativo, può essere adottato un provvedimento di rimozione dell'atto stesso (annullamento) o dei suoi effetti (revoca).